# Opisthacantha nigriceps
Opisthacantha nigriceps är en stekelart som först beskrevs av Jean-Jacques Kieffer 1904.  Opisthacantha nigriceps ingår i släktet Opisthacantha och familjen Scelionidae. Inga underarter finns listade i Catalogue of Life.